# John Houseman
John Houseman (nume la naștere  Jacques Haussmann; n. 22 septembrie 1902, București, România – d. 31 octombrie 1988, Malibu, California, SUA) a fost un actor de teatru, film și televiziune, scenarist și producător de film american de origine română, laureat al Premiului Oscar pentru cel mai bun actor în rol secundar în 1973.

## Biografie

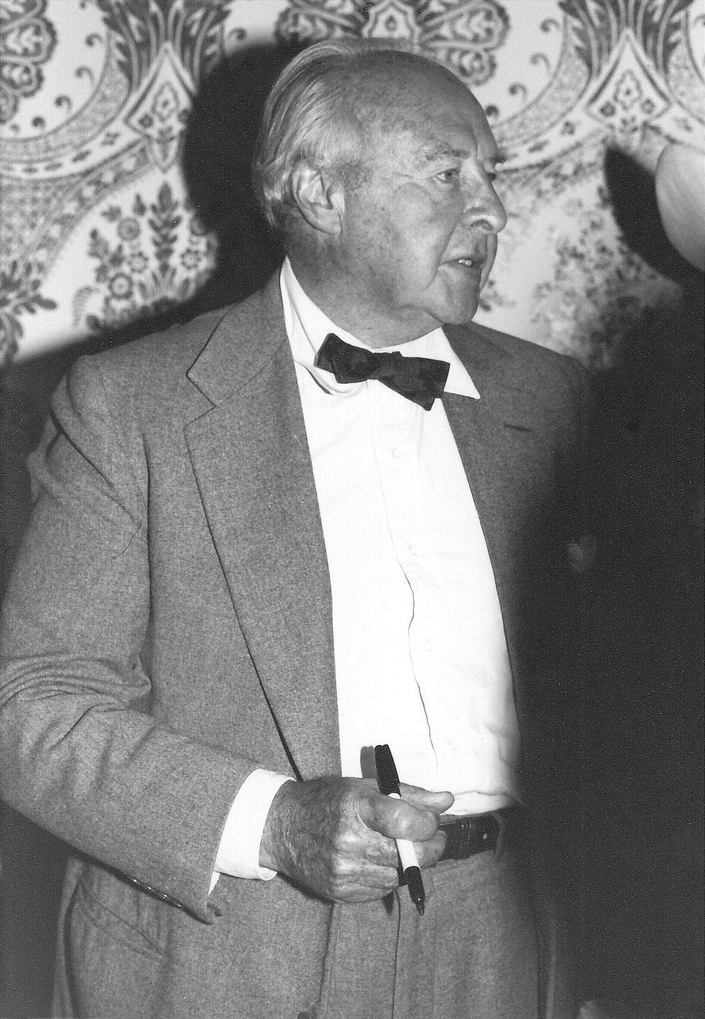
John Houseman în mai 1979, la convenția National Film Society, din Los Angeles

## Filmografie
| An   | Film                                           | Rol                                 | Note |
| ---- | ---------------------------------------------- | ----------------------------------- | --- |
| 1938 | Too Much Johnson                               | Duelist                             | |
| 1964 | Seven Days in May                              | Vice-Adm. Farley C. Barnswell       | uncredited |
| 1973 | The Paper Chase                                | Charles W. Kingsfield Jr.           | Academy Award for Best Supporting Actor Golden Globe Award for Best Supporting Actor - Motion Picture National Board of Review Award for Best Supporting Actor New York Film Critics Circle Award for Best Supporting Actor (2nd place) |
| 1975 | Three Days of the Condor                       | Wabash                              | |
| 1975 | Rollerball                                     | Bartholomew                         | |
| 1976 | St.Ives                                        | Abner Procane                       | |
| 1978 | Detectivul ieftin                              | Jasper Blubber (Sydney Greenstreet) | |
| 1979 | Old Boyfriends                                 | Doctor Hoffman                      | |
| 1980 | The Fog                                        | Mr. Machen                          | |
| 1980 | Gideon's Trumpet                               | Earl Warren                         | |
| 1980 | A Christmas Without Snow                       | Ephraim Adams                       | |
| 1980 | My Bodyguard                                   | Mr. Dobbs                           | |
| 1980 | Wholly Moses!                                  | The Archangel                       | |
| 1981 | Ghost Story                                    | Sears James                         | |
| 1982 | Rose for Emily                                 | Narrator                            | |
| 1982 | Murder by Phone                                | Stanley Markowitz                   | |
| 1982 | Winds of War                                   | Aaron Jastrow                       | |
| 1988 | Bright Lights, Big City                        | Mr. Vogel                           | |
| 1988 | Scrooged                                       | Himself                             | |
| 1988 | Another Woman                                  | Marion's Father                     | |
| 1988 | The Naked Gun: From the Files of Police Squad! | Driving Instructor                  | uncredited |

## Premii
- Premiul Oscar pentru cel mai bun actor în rol secundar - 1973, rolul Charles W. Kingsfield Jr. în The Paper Chase
- Premiul Globul de Aur pentru cel mai bun actor în rol secundar (film) - 1973, The Paper Chase
- National Board of Review Award for Best Supporting Actor, 1973

## Legături externe
- John Houseman la Internet Movie Database
- en John Houseman la Internet Broadway Database
- John Houseman la TCM Movie Database
- John Houseman la Allmovie
- John Houseman la Find a Grave
- Footage of the Federal Theatre Project's 1936 "Voodoo Macbeth" pe YouTube – with informative annotations.
- "The Theatre: Marvelous Boy" – Time Magazine 9 mai 1938 Arhivat în 24 iunie 2013, la Wayback Machine.
- Interviews with Howard Koch on the infamous Mercury Theatre's War of the Worlds radio broadcast